# North Cowichan
Le district de North Cowichan est une municipalité de la province de Colombie-Britannique au Canada.

## Population
- 29 676 (recensement de 2016)[1]
- 28 807 (recensement de 2011)
- 27 557 (recensement de 2006)[2]
- 26 138 (recensement de 2001)